# Unie van Polen in Roemenië "Dom Polski"
De Unie van Polen in Roemenië "Dom Polski", Roemeens: Uniunea Polonezilor din România "Dom Polski", of UPR is een politieke partij voor de Polen in Roemenië, een politieke partij voor een etnisch-culturele minderheid in het land. Dankzij het Roemeense recht is de partij verzekerd van ten minste één zetel in de Kamer van Afgevaardigden. Lijsttrekker van de partij is Ghervazen Longher.
Alliantie van Liberalen en Democraten · Alliantie voor de Unie van Roemenen · Democratisch-Liberale Partij · Democratische Unie van Hongaren in Roemenië · Groot-Roemeniëpartij · Humanistischekrachtpartij · Nationale Democratische Partij · Nationaal-Liberale Partij · Nationale Christen-Democratische Boerenpartij · Nationale Unie voor de vooruitgang van Roemenië · Nieuwegeneratiepartij · Nieuwe Republiek · Noua Dreaptă · M10 · Partij Verenigd Roemenië · Red Roemenië-Unie · Roemeense Sociale Partij · Sociaaldemocratische Partij · Partijen van etnische minderheden · Volksbewegingspartij